# Cobertizo

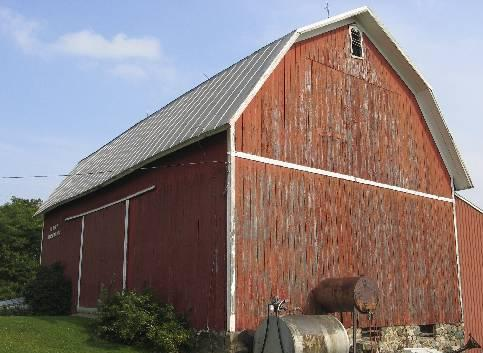
Un granero en Wisconsin, EE. UU..

Se denomina cobertizo, granero o, en algunos países de América, galpón, a una construcción relativamente grande y ancha que suele destinarse al depósito de mercancías o maquinarias. Suelen ser construcciones rurales con una sola puerta.

## Historia
El granero moderno se desarrolló en gran medida a partir del granero medieval de tres pasillos, comúnmente conocido como granero del diezmo o granero monástico. Esto, a su vez, se originó en una tradición de construcción del siglo XII, también aplicada en salas y edificios eclesiásticos. En el siglo XV, se encontraron varios miles de estos enormes graneros en Europa occidental. Con el tiempo, su método de construcción fue adoptado por las granjas normales y se fue extendiendo a edificios más sencillos y otras zonas rurales. Por regla general, el granero con pasillos tenía grandes puertas de entrada y un pasillo de paso para los carros cargados. Los pisos de almacenamiento entre los puestos centrales o en los pasillos se conocían como bahías o sega (del francés medio moye).
Los tipos principales eran graneros grandes con pasajes laterales, graneros compactos con una entrada central y graneros más pequeños con un pasaje transversal. Este último también se extendió a Europa del Este. Siempre que se aplicaron muros de piedra, el marco de madera con pasillos a menudo daba paso a edificios de una sola nave. Un tipo especial eran los establos, que incluían viviendas y establos, como la granja de Frisia o la casa del Golfo y la casa de la Selva Negra. Sin embargo, no todos evolucionaron del granero medieval. Otros tipos descienden de la casa comunal prehistórica u otras tradiciones de construcción. Uno de estos últimos era la casa (pasillo) del bajo alemán, en la que la cosecha se almacenaba en el ático. En muchos casos, el granero colonial del Nuevo Mundo evolucionó a partir de la casa de la Baja Alemania, que fue transformada en un granero real por la primera generación de colonos de los Países Bajos y Alemania.

## Diseño

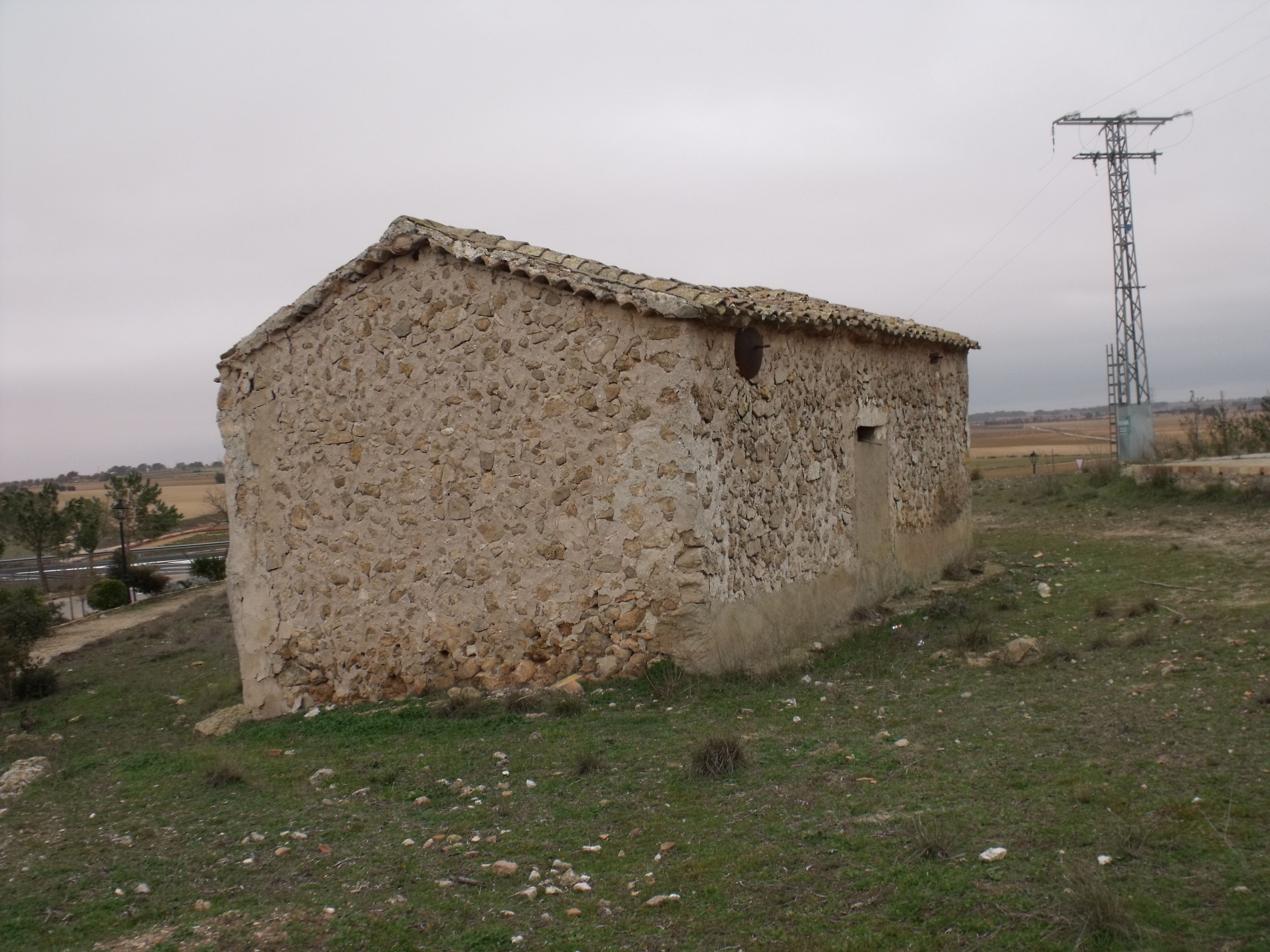
Cobertizo tradicional en la provincia de Albacete, España.

Generalmente es de diseño sencillo, aunque las dimensiones pueden dificultar el cálculo de la estructura del techo, prefiriéndose que no tenga apoyos intermedios para facilitar la circulación, y el cálculo de la estabilidad de los muros perimetrales, que suelen recibir el empuje de los materiales depositados dentro.
Los cobertizos son construcciones relativamente grandes, las cuales puede ser utilizadas en diferentes situaciones, las cuales abarcan desde cuidado y orden de herramientas, criadero de animales hasta trabajos de régimen industrial.
Entre los tipos de cobertizos encontramos diferentes tipos de construcciones, las cuales dependerán exclusivamente del uso o solicitaciones al cual será sometido. Entre ellos se encuentran galpones de hormigón, madera, tubest y reticulado. Cada uno de estos puede o no llevar accesorios adjuntos a la estructura con el fin de dar una mejor estética y durabilidad a la obra.
A pesar de que los cobertizos son de construcción y diseño sencillo, están diseñados para soportar todo tipo de sobrecargas como cualquier construcción pesada, con esto nos referimos a sismos, fuertes carga de vientos y nieve.
Para la construcción de un cobertizo se deben seguir varios pasos, primero se deberá realizar la cimentación, luego ver el tipo de material que se utilizará para la estructura, la cubierta y las paredes de este, tomando en consideración la utilidad que se le dará, y finalmente se evalúan aquellos requerimientos para el mejor equipamiento del cobertizo, uno de los complementos que puede resultar más importante es el de las instalaciones eléctricas y de algún material o sistema que permita la impermeabilidad y el aislamiento térmico con el fin de hacer que el interior de la construcción sea lo más grato y cómodo posible.

## Construcción

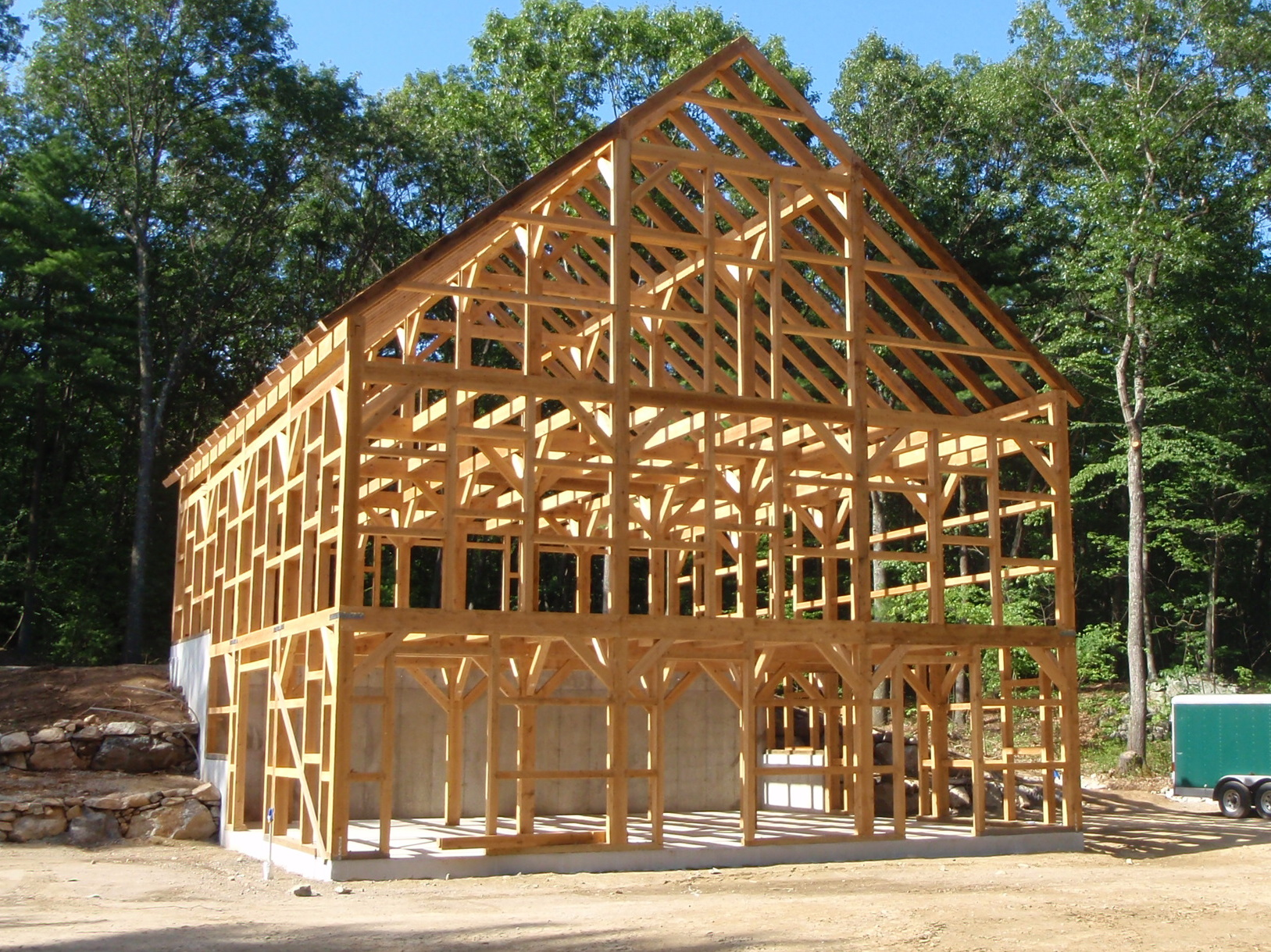
El esqueleto de un establo de caballos de postes y vigas justo después de levantar

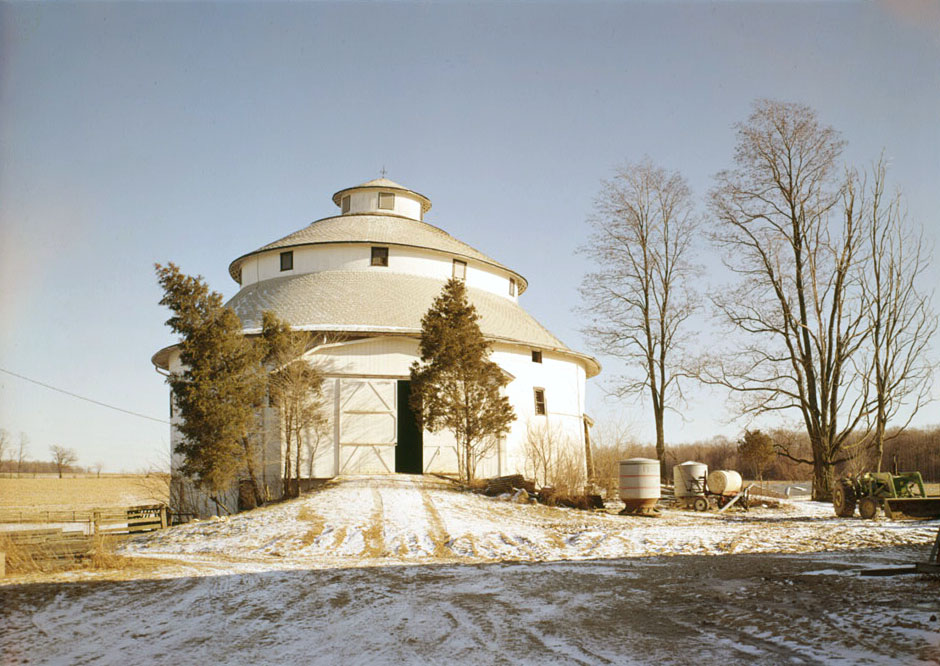
Thomas Ranck Round Barn en Fayette County, Indiana, EE. UU.

En los valles de Yorkshire, Inglaterra, los graneros, conocidos localmente como casas de vacas, se construyeron a partir de paredes de piedra dobles con trufas o piedras pasantes que actuaban como lazos de pared.
En los EE. UU., los graneros más antiguos se construyeron con maderas talladas de árboles en la granja y se construyeron como un granero de cuna de troncos o armazón de madera, aunque los graneros de piedra a veces eran construidos en áreas donde la piedra era un material de construcción más barato. A mediados o finales del siglo XIX, en los EE. UU., los métodos de estructura de granero comenzaron a alejarse de la estructura de madera tradicional a edificios con "estructura de entramado" o "estructura de tablones". Los graneros con entramado de vigas o tablones redujeron la cantidad de vigas en lugar de usar madera dimensional para las vigas. Las uniones comenzaron a atornillarse o clavarse en lugar de mortajarse y espigarse. El inventor y titular de la patente de Jennings Barn afirmó que su diseño usaba menos madera, menos trabajo, menos tiempo y menos costo de construcción y era duradero y proporcionaba más espacio para el almacenamiento de heno. La mecanización en la granja, una mejor infraestructura de transporte y la nueva tecnología, como un tenedor de heno montado en una pista, contribuyeron a la necesidad de establos más grandes y abiertos, los aserraderos que usaban energía de vapor podían producir piezas de madera más pequeñas de manera asequible, y los clavos cortados a máquina eran mucho menos caros que los clavos hechos a mano (forjados). El bloque de hormigón comenzó a usarse para graneros a principios del siglo XX en los EE. UU.
Los graneros modernos suelen ser edificios de acero. Aproximadamente desde 1900 hasta 1940, se construyeron muchos graneros lecheros en el norte de EE. UU. Estos comúnmente tienen gambrel o techos a cuatro aguas para maximizar el tamaño del loft de heno sobre el techo de la lechería, y se han asociado con la imagen popular de una granja lechera. Los graneros que eran comunes al cinturón de trigo contenían un gran número de caballos de tracción como los Clydesdales o Percheron. Estos grandes graneros de madera, especialmente cuando estaban llenos de heno, podían provocar incendios espectaculares que solían ser pérdidas totales para los granjeros. Con la llegada de las empacadoras, se hizo posible almacenar heno y paja al aire libre en pilas rodeadas por un cortafuegos arado. Muchos graneros en el norte de los Estados Unidos están pintados en rojo granero con un borde blanco. Una posible razón de esto es que el óxido férrico, que se usa para crear pintura roja, era el producto químico más barato y disponible para los agricultores de Nueva Inglaterra y áreas cercanas. Otra posible razón es que el óxido férrico actúa como conservante. y así pintar un granero así ayudaría a proteger la estructura. La costumbre de pintar los graneros de rojo con molduras blancas está muy extendida en Escandinavia. Especialmente en Suecia el Falu rojo con adornos blancos es el color tradicional de la mayoría de los edificios de madera.
Con la popularidad de los tractores después de la Segunda Guerra Mundial, muchos graneros fueron derribados o reemplazados por modernas cabañas Quonset hechas de madera contrachapada o acero galvanizado. Los ranchos de carne y las lecherías comenzaron a construir graneros más pequeños sin altillo, a menudo con cabañas Quonset o con paredes de acero sobre un marco de madera tratada (postes viejos de teléfono o electricidad). En la década de 1960 se descubrió que el ganado recibía suficiente protección de los árboles o cercas contra el viento (generalmente losas de madera abiertas en un 20%).

## Usos

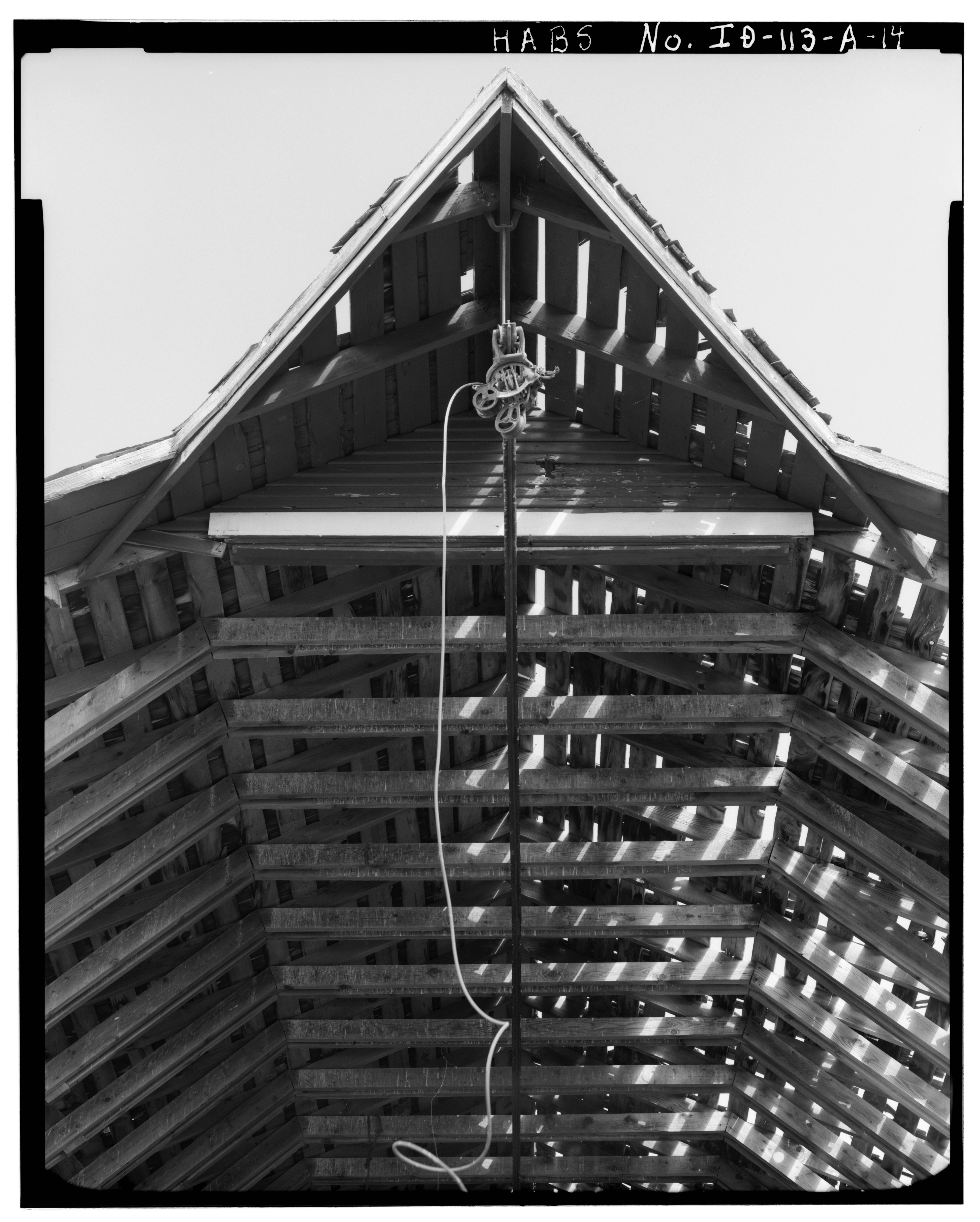
La pista de heno se desarrolló a principios del y aquí se muestra cómo la cubierta de heno (extensión del techo) cubre la pista. Falta la pared del hastial de este granero.

En los graneros norteamericanos de estilo más antiguo, el área superior se usaba para almacenar heno y, a veces, grano. Esto se llama el mow (rima con la vaca cow en inglés) o el pajar. Se podía abrir una puerta grande en la parte superior de los extremos del granero para que se pudiera poner heno en el desván. El heno fue izado en el granero por un sistema que contenía poleas y un carro que corría a lo largo de una vía unida a la cresta superior del granero. Las puertas trampa en el piso permitían arrojar alimento para animales en los pesebres para los animales.
En Nueva Inglaterra es común encontrar graneros adjuntos a la casa de campo principal (arquitectura de granja conectada), lo que permite realizar las tareas mientras protege al trabajador del clima.
A mediados del siglo XX, los techos grandes y anchos de los graneros a veces se pintaban con lemas en los Estados Unidos. Los más comunes fueron los 900 graneros pintados con anuncios de Rock City.
En el pasado, los graneros se usaban a menudo para reuniones comunales, como el barn dance (baile de granero).

## Tipos
Pueden considerarse cuatro tipos de cobertizos:[cita requerida]
- Hormigón
- Madera
- Tubest (estructura metálica)
- Reticulado

## Dimensiones
Las dimensiones del cobertizo surgen como respuesta a las necesidades de espacio y volumen de la nave; ésta quedará completamente definida en función de las siguientes magnitudes:
1. Ancho o luz (L): Amplitud necesaria, capaz de cubrir el ancho máximo presupuestado en el diseño.
2. Altura útil (H): También llamada altura de columna, equivale a la altura disponible para la instalación de equipos, accesorios al galpón o la altura necesaria para el paso de vehículos, si fuera necesario.
3. Pendiente (a): Ángulo de la vertiente con respecto a la horizontal que pasa por los extremos de las columnas. Deberá representar la inclinación necesaria que impida el efecto pleno del viento sobre las vertientes, evacue convenientemente el agua de lluvia y deslice la nieve acumulada en el techo.
4. Longitud (Z): Extensión, capaz de cubrir la longitud máxima presupuestada en el diseño.
5. Separación entre marcos (S): La experiencia en el cálculo de galpones de acero, recomienda una separación entre marcos que varíe entre cuatro y seis metros.

## Solicitaciones
En el diseño del método se distinguen dos clases de esfuerzos, en función de las características y naturaleza de la nave:

### Acciones directas
Se definen como aquellas solicitaciones sobre las cuales un usuario podrá tener control absoluto de ellas, cuantificando su magnitud o ignorando completamente su efecto en función de las condiciones geográficas, forma, posición o instalación.
Entre este tipo de cargas es posible de distinguir:
- Acción del viento.
- Nieve sobre la estructura.
- Variación de la Temperatura.

### Acciones indirectas
Se definen como aquellas solicitaciones sobre las cuales el usuario no tiene un control de ellas, sino responden a magnitudes debidamente acotadas según las normas estructurales de diseño, y no a condiciones del entorno de la instalación.
Entre este tipo de cargas, es posible distinguir:
- Peso Propio.
- Cargas sísmicas.
- Sobrecargas de cálculo.

A la hora de diseñar un cobertizo, tienen que tenerse en cuenta otras variables cuando serán animales quienes están ahí. En el caso de las aves, el cobertizo puede tener una nave de nido para gallinas ponedoras.

## Comunicación de edificios
Un cobertizo también puede significar una estructura volada sobre una calle para comunicar dos edificios desde una altura determinada. Permitían transitar a las personas de forma rápida y sin ser vistos. A veces, se habla de "calles techadas". Son característicos de muchas antiguas ciudades españolas, entre ellas, Toledo.

## Edificios históricos como cobertizos

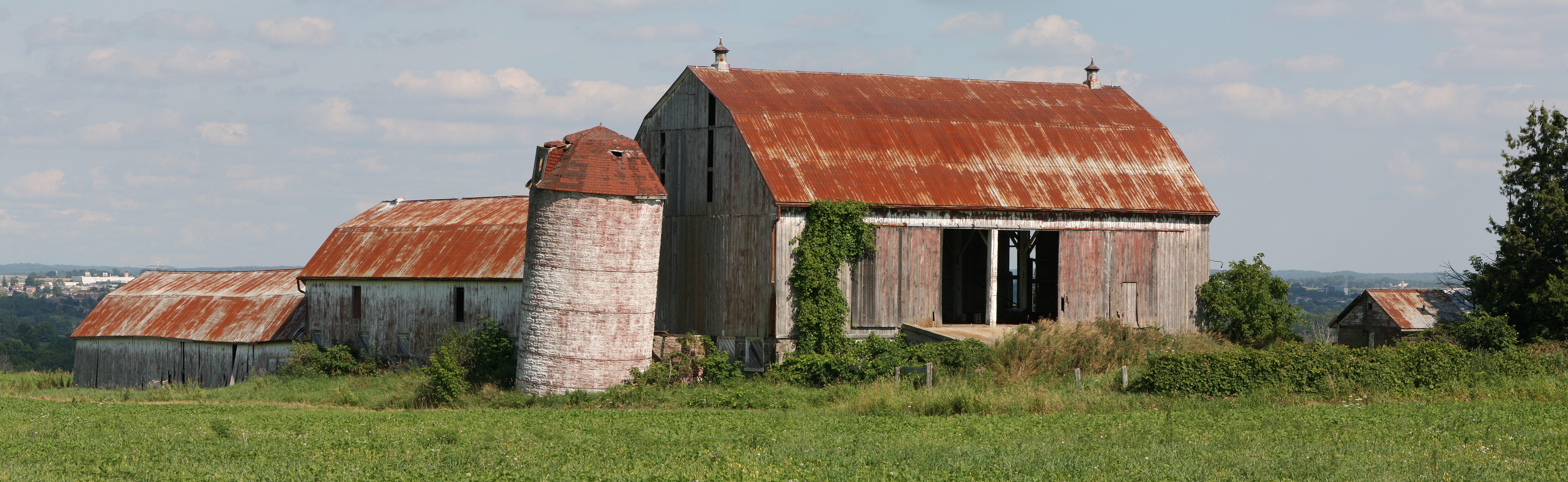

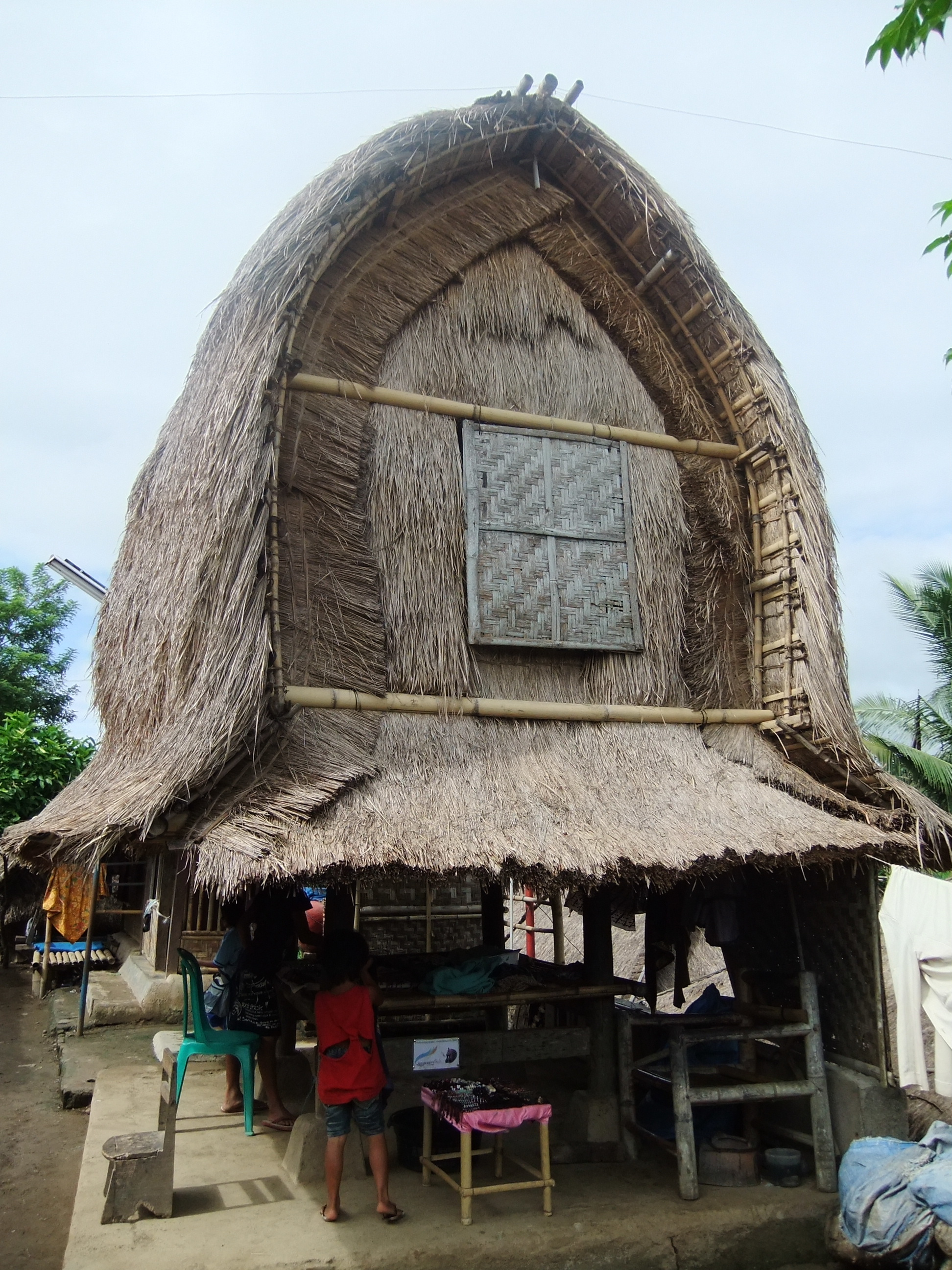
Granero de arroz tradicional Sasak en el pueblo de Sade, Lombok, Indonesia.

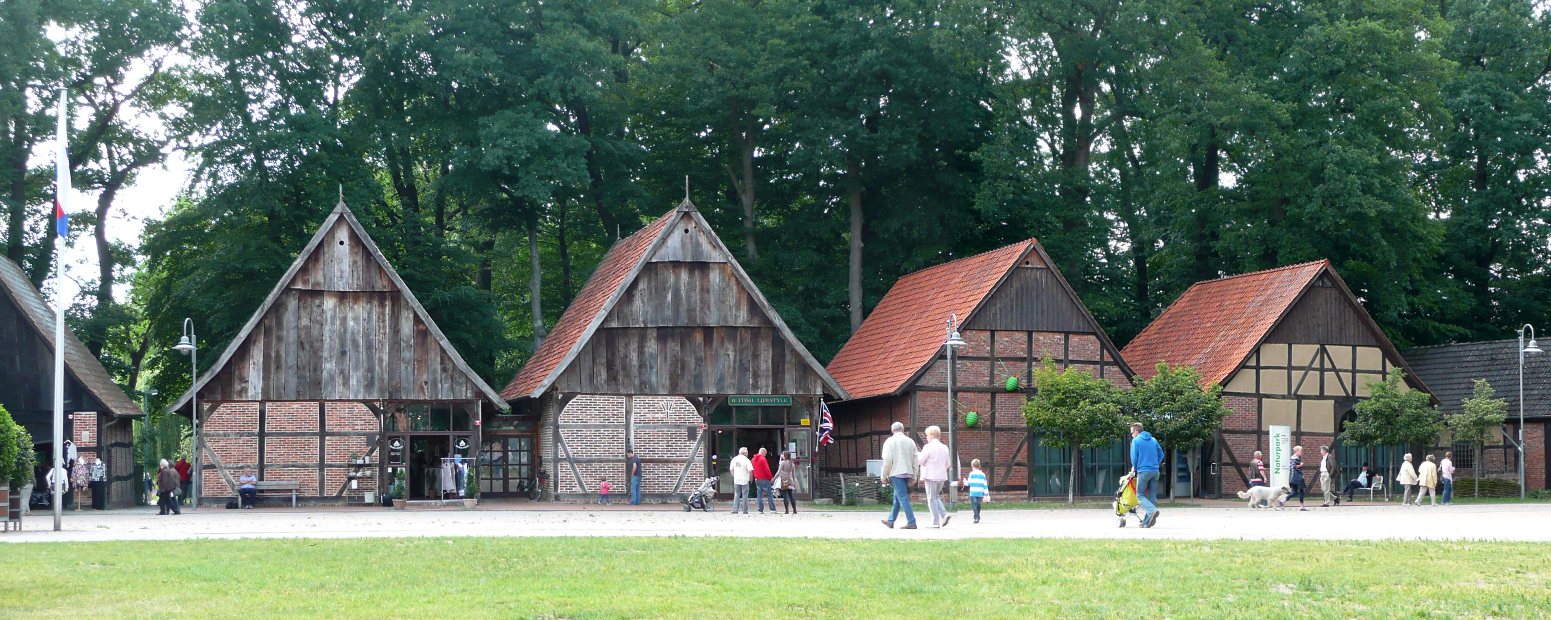
En Alemania, debido al riesgo de incendio, algunos graneros de heno se ubicaron en áreas aparte de las casas en el centro de la ciudad o pueblo. Estas áreas se llamaron Scheunenviertel, que se traduce como "barrio granero", de "Scheune", la palabra alemana para granero. Este barrio granero está en Steinhude, Alemania

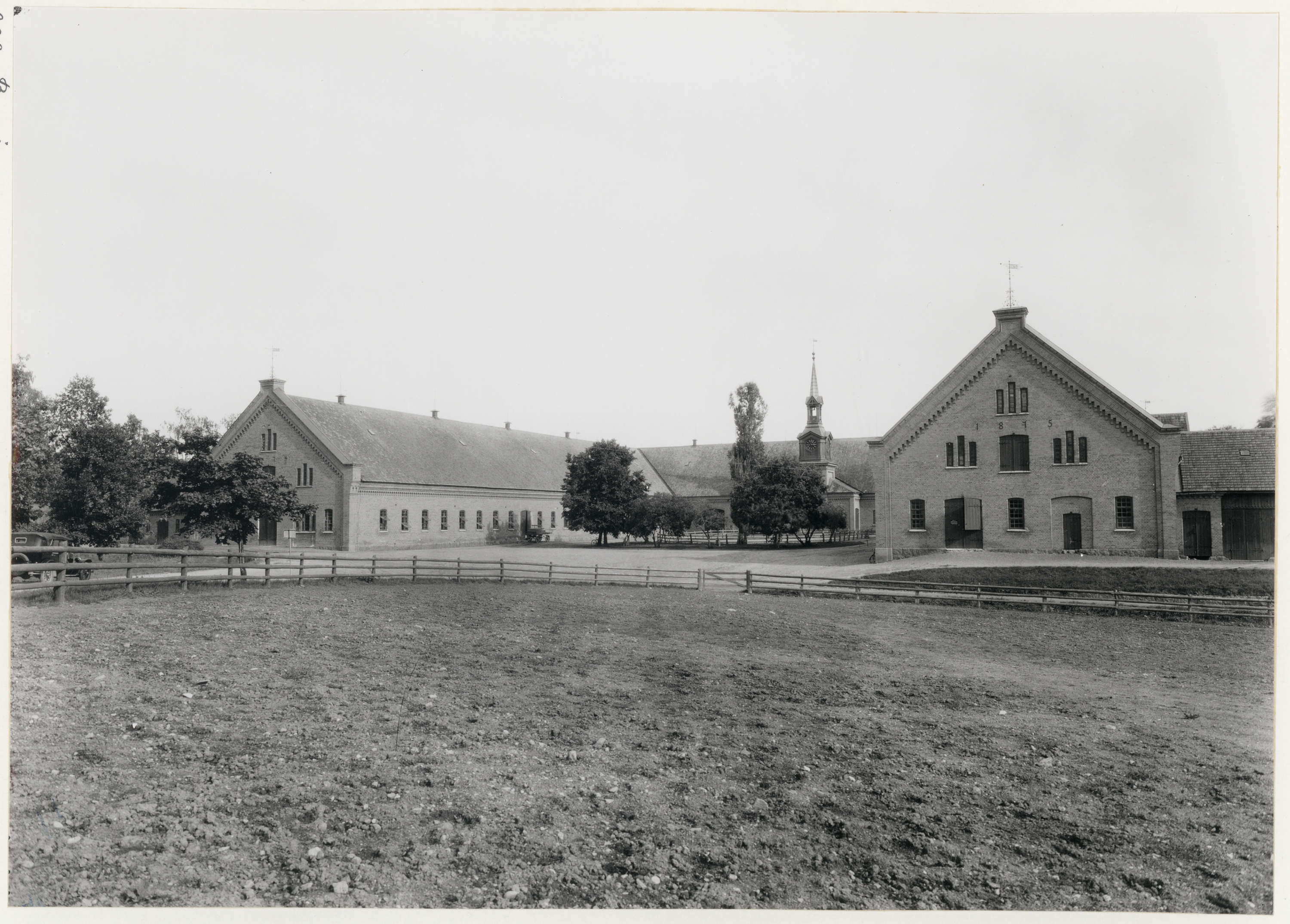
El granero en el Castillo de Bjärka-Säby, Suecia, alrededor de 1909.

Los antiguos edificios agrícolas del campo contribuyen al paisaje y ayudan a definir la historia del lugar, es decir, cómo se llevó a cabo la agricultura en el pasado y cómo se ha colonizado el área a lo largo de los siglos. También pueden mostrar los métodos agrícolas, los materiales de construcción y las habilidades que se utilizaron. La mayoría fueron construidos con materiales que reflejan la geología local del área. Los métodos de construcción incluyen paredes de tierra y techado con paja.
Los edificios de piedra y ladrillo, techados con teja o pizarra, reemplazaron cada vez más a los edificios de arcilla, madera y paja de finales del siglo XVIII. Los techos de metal comenzaron a usarse a partir de la década de 1850. La llegada de los canales y los ferrocarriles trajo consigo el transporte de materiales de construcción a mayores distancias.
Las pistas que determinan su edad y uso histórico se pueden encontrar en mapas antiguos, documentos de venta, planos de la propiedad y en una inspección visual del edificio en sí, observando (por ejemplo) maderas reutilizadas, pisos anteriores, tabiques, puertas y ventanas.
La disposición de los edificios dentro de la granja también puede brindar información valiosa sobre el uso histórico de la granja y el valor paisajístico. Las granjas lineales eran típicas de las pequeñas granjas, donde había una ventaja de tener ganado y forraje dentro de un edificio, debido al clima más frío. Los grupos dispersos no planificados estaban más extendidos. Los planes de patio sueltos construidos alrededor de un patio se asociaron con granjas más grandes, mientras que los planes de patio cuidadosamente diseñados diseñados para minimizar el desperdicio y la mano de obra se construyeron en la última parte del siglo XVIII.
Los graneros suelen ser los edificios más grandes y antiguos que se encuentran en la granja. Muchos graneros se convirtieron en establos y edificios de almacenamiento y procesamiento de forraje después de la década de 1880. Muchos graneros tenían agujeros de lechuza para permitir el acceso de las lechuzas, alentadas para ayudar a controlar las alimañas.
El establo suele ser el segundo tipo de edificio más antiguo de la granja. Estaban bien construidos y colocados cerca de la casa debido al valor que tenían los caballos como animales de tiro.
Los hórreos modernos se construyeron a partir del siglo XVIII. Los interiores de graneros completos, con paredes enlucidas y tabiques de madera para silos de granos, son muy raros.
Las Casas Largas son un edificio antiguo donde las personas y los animales usaban la misma entrada. Estos todavía se pueden ver, por ejemplo, en el norte de Alemania, donde se encuentra la casa de Baja Sajonia.
Pocos interiores de los establos de vacas del siglo XIX han sobrevivido inalterados debido a las regulaciones de higiene de los lácteos en muchos países.
Los edificios antiguos de la granja pueden mostrar los siguientes signos de deterioro: podredumbre en construcciones con entramado de madera debido a la humedad, grietas en la mampostería por el movimiento de las paredes, movimiento del suelo, problemas de techado (por ejemplo, empuje hacia afuera del mismo, deterioro de correas y extremos de aguilón), problemas de cimientos, penetración de raíces de árboles; mortero de cal siendo arrastrado debido a una inadecuada protección contra la intemperie. Las paredes hechas de cob, los morteros de tierra o las paredes con núcleos de escombros son muy vulnerables a la penetración del agua, y el reemplazo o el recubrimiento de materiales transpirables con cemento o materiales a prueba de humedad pueden atrapar la humedad dentro de las paredes.
En Inglaterra y Gales, a algunos de estos edificios históricos se les ha dado el estado de "edificio catalogado", lo que les proporciona cierto grado de protección arqueológica.
Algunos esquemas de subvenciones están disponibles para restaurar edificios de tierras agrícolas históricas, por ejemplo, Natural England's Environmental Stewardship, Countryside Stewardship y Environmentally Sensitive Areas Scheme.

## Barndominio
Un barndominio, también conocido como barndo, es un cobertizo metálico, un armazón de poste o una estructura similar a un granero revestida de chapa metálica que se convierte parcial o totalmente en una vivienda amueblada o en un espacio habitable. Los diseños de barndominios pueden incluir conversiones a una casa completa, donde todo el interior consiste en una zona habitable, así como conversiones parciales, donde parte del espacio se utiliza para vivir y parte se utiliza para otros fines, como taller, garaje, almacén o corral para animales. Algunos barndominios pueden utilizarse tanto como vivienda como espacio de trabajo. Los barndominios se distinguen por sus altos techos abovedados y amplias zonas de estar.
El término "barndominio" fue acuñado por Carl Nielsen, promotor inmobiliario de Connecticut. "Barndominio" es una combinación de las palabras "granero" y "condominio". La expresión se utilizó originalmente para referirse a una urbanización planificada que se centraba en vivir cerca de los caballos. El término se reutilizó a mediados de la década de 2000 para referirse a las casas de metal que se utilizaban como residencia principal. En 2016, Chip y Joanna Gaines, del programa de HGTVFixer Upper, utilizaron el término "barndominio" para referirse al edificio metálico que aparecía en el programa. Esto ha provocado un enorme auge de popularidad y una creciente aceptación del término "barndominio" para referirse a una vivienda principal metálica, no sólo a una casa con establos.
Los barndominios suelen tener unos costes generales de construcción, mano de obra y materiales más bajos que las viviendas modernas tradicionales. En concreto, aunque los materiales de construcción pueden ser más caros, los costes de mano de obra y el tiempo de construcción pueden ser significativamente inferiores.